# Anna Ciundziewicka
Anna Ciundziewicka z d. Prószyńska (ur. 18 lipca 1803 w Koraliszczewiczach, zm. 18 kwietnia 1850 w Kiszczynej Słobodzie) – polska ziemianka, autorka popularnego podręcznika gospodarstwa domowego Gospodyni litewska, zawierającego także 108 przepisów kulinarnych i apteczkowych.

## Życiorys
Urodziła się w Koraliszczewiczach powiatu ihumeńskiego guberni mińskiej. Była córką Michała Prószyńskiego herbu Ogończyk, podkomorzego mińskiego, i Tekli z Wolańskich. Jej siostra Michalina wyszła za mąż za Hipolita Siemiradzkiego; ich synem był malarz Henryk Siemiradzki.
Kształciła się w Wilnie na pensji prowadzonej przez Ksawerego Deybla i jego żonę. 19 listopada 1826 roku w Zasławiu (kupionym przez jej ojca od spadkobierców podkanclerzego Antoniego Przezdzieckiego) wyszła za mąż za Józefa Ciundziewickiego (ur. ok. 1790), byłego (1820–1823) marszałka szlachty powiatu borysowskiego, syna miecznika orszańskiego Eliasza i Anny z hr. Tyszkiewiczów. Bratankiem Józefa był Michał Ciundziewicki. Sześcioro dzieci Anny i Józefa (dwóch synów i cztery córki) dożyło wieku dojrzałego.
Po ślubie zamieszkała z mężem w należącej do jego rodziny wsi Kiszczyna Słoboda leżącej w powiecie borysowskim, niegdysiejszej posiadłości Kiszków. Prowadziła życie żony ziemianina, zajmując się prowadzeniem domu, wychowaniem dzieci i sprawami poddanych chłopów. Przyjaciółmi domu byli m.in. poeta Antoni Edward Odyniec oraz Eustachy i Konstanty Tyszkiewiczowie, badacze dziejów Litwy i Rusi.
Na podstawie zgromadzonych przez lata przepisów i własnego doświadczenia wydała w 1848 roku w wileńskiej drukarni, należącej do spadkobierców Józefa Zawadzkiego, cieszący się dużym powodzeniem podręcznik prowadzenia gospodarstwa wiejskiego Gospodyni litewska – wznawiany w latach 1851, 1856, 1858, 1862 i 1873 (kolejne wydania były uzupełniane przez Wincentę Zawadzką, synową założyciela drukarni).
Zmarła 18 kwietnia 1850 roku w Kiszczynej Słobodzie i została tam pochowana w rodzinnej (niezachowanej) kaplicy grobowej.
Po śmierci Ciundziewickiej staraniem rodziny ukazał się podręcznik Rocznik gospodarski (1854, wyd. 2 z 1861), z wykazem prac rolniczych i domowych w układzie miesięcznym. W rękopisie pozostał zbiór przepisów lekarskich dla kobiet.